# فانوسيات الأنوف
فانوسيات الأنوف هي فوق رتبة من شعاعيات الزعانف تتألف من فصيلتين من أسماك أعماق البحر، بالذات فصيلة الأسماك فانوسية الأنوف عالية الانتشار. أما ذوات الذقون السوداء (الفصيلة الأخرى) فهي تحتوي على حفنة من الأنواع في ثلاثة أجناس، في حين أن معظم المجموعة تنتمي إلى الأسماك فانوسية الأنوف بأكثر من 30 جنساً وما يُقارب 250 نوعاً. تسمى هذه الأسماك بـ«فانوسيات الأنوف» (اسمها العلمي)، والذي أطلق عليها نسبة إلى شكل رؤوسها الثقيلة والطويلة والنحيلة.

## الوصف والبيئة
تقطن هذه الأسماك الصغيرة المناطق القاعية والماء المفتوح من البحر العميق. فانوسيات الأنوف مسطحة من جانبها وتملك عادة فوتوفورات (أعضاء مضيئة). عيونها كبيرة، وعند البعض منها هي ضخمة بلا جدال، وهي عموماً ممتدة الجوانب. أيضاً أفواهها كبيرة جداً وتقع عند طرف الأنف، والذي تمتد فجوته إلى ما تحت الأعين أو أكثر حتى. كما أنها تملك زعانف دهنية. وتملك الزعنفة الحوضية 8 أشعة في معظم الأسماك فانوسية الأنوف.